# 24 hs. en el cine
24 hs. en el cine es el tercer álbum de estudio de la banda de punk rock argentina Expulsados, publicado en el año 2002 por la discográfica Fogón Música. Fue producido por la banda y es el primer álbum de estudio con Marcelo Expulsado en guitarra.

## Lista de canciones
Todas las canciones compuestas por Sebastián Expulsado. (Excepto track 7 por Ariel Expulsado)

| N.º   | Título                          | Duración |  |
| 1.    | «Cartas Tiradas»                | 3:00     |  |
| 2.    | «Se fue a Berlín»               | 2:49     |  |
| 3.    | «Esperandote el martes»         | 2:55     |  |
| 4.    | «Arreglemoslo»                  | 2:28     |  |
| 5.    | «Lo se, no lo se»               | 1:48     |  |
| 6.    | «Guerrero de ciudad»            | 2:12     |  |
| 7.    | «Lo que quiero»                 | 4:04     |  |
| 8.    | «Oh, oh, nena no me trates mal» | 2:37     |  |
| 9.    | «¿Vienes a bailar?»             | 2:18     |  |
| 10.   | «Corazón culpable»              | 3:39     |  |
| 11.   | «Gato en la basura»             | 2:25     |  |
| 12.   | «Vamos»                         | 2:00     |  |
| 13.   | «Todo va a estar mejor»         | 2:28     |  |
| 14.   | «Los chicos quieren ir»         | 2:19     |  |
| 36:49 |                                 |          |  |

## Créditos
Expulsados
- Sebastián Expulsado - Voz
- Marcelo Expulsado - Guitarra
- Ariel Expulsado - Bajo y coros
- Bonzo Expulsado - Batería